# Marsopa (S-63)
El Marsopa (S-63) fue un submarino diesel-eléctrico de la clase Daphne (conocida en España como clase Delfín) que fue utilizado por la Armada española entre los años 1975 y 2006. Fue el último ejemplar de su serie en ser dado de baja. Fue subastado en 2013 para su desguace y venta como chatarra.

## Construcción y características

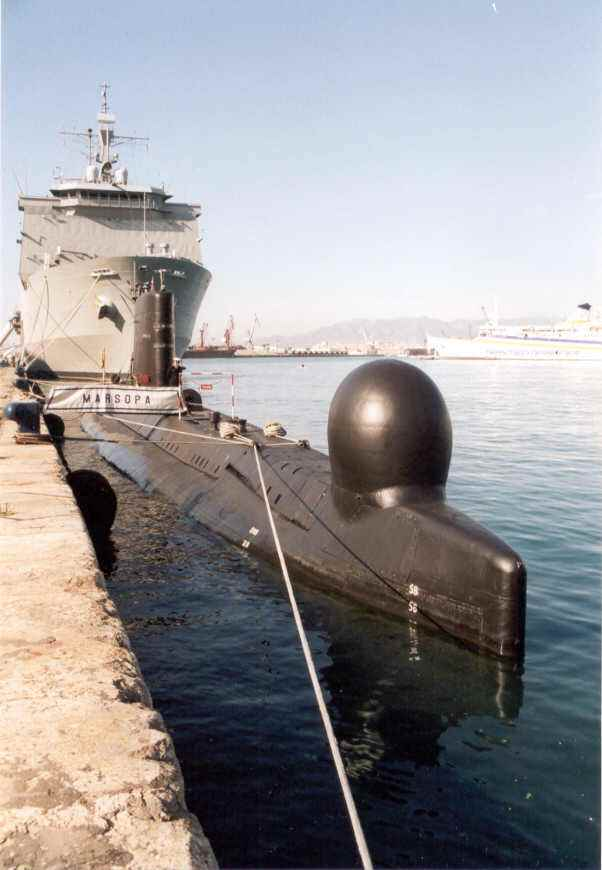
El Marsopa atracado en Málaga en fecha indeterminada.

Fue construido en los astilleros de Cartagena (Murcia). Su botadura fue el 15 de marzo de 1974.
Fue un submarino de diseño francés clase Daphne (conocidos como clase Delfín o serie S-60 en España) desplaza 860 t en superficie, mientras que sumergido desplazaba 1040 t. Tenía una eslora de 57,75 m, una manga de 6,74 m y un calado de 5,2 m. Era propulsado por un sistema diésel-eléctrico, compuesto por dos motores diésel y dos motores eléctricos que transmitían a dos hélices, con las cuales alcanzaba los 13 nudos de velocidad en superficie, y 15'5 nudos sumergido. El submarino fue diseñado para sumergirse a una profundidad de 300 m (980 pies) y su autonomía es de 30 días. 

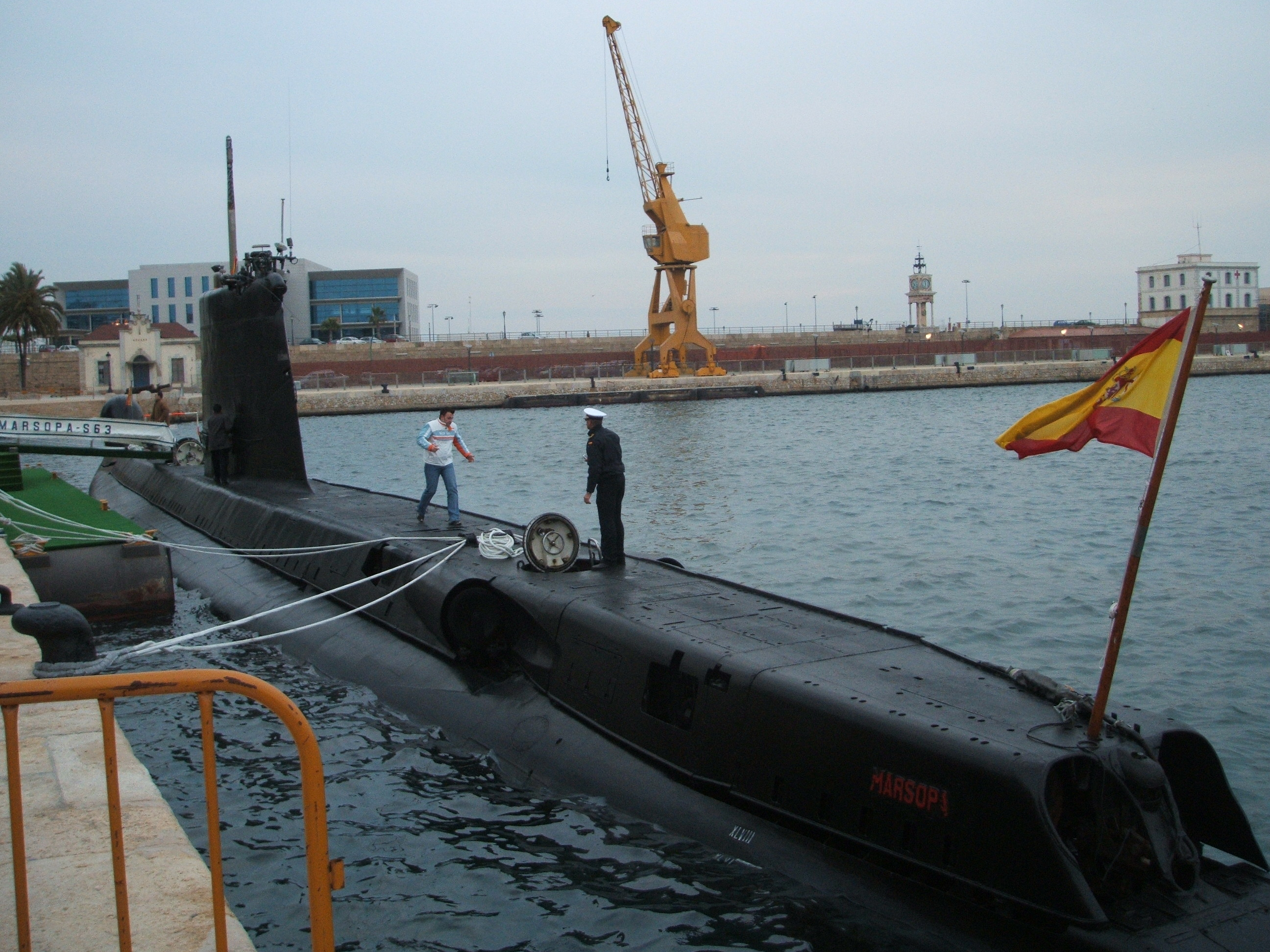
El Marsopa en 2006 cuando se dio de baja.

Respecto a su armamento tenía 12 tubos lanzatorpedos de calibre 550 mm; ocho tubos en la proa, dos en la popa y uno en cada aleta. Mientras que los tubos delanteros contenían torpedos de longitud completa (ya sea contra un barco o contra un submarino), los tubos de popa solo contenían torpedos más cortos (solo contra submarinos, en autodefensa). Tenían la posibilidad de sustituir los torpedos por minas pero su gran talón de Aquiles fue la imposibilidad de portar torpedos de reserva debido al escaso espacio disponible.
Estaba diseñado para misiones de tipo:
- patrullas contra fuerzas de superficie o submarinas
- ataque al tráfico marítimo
- reconocimiento
- minado
- operaciones especiales

## Historia

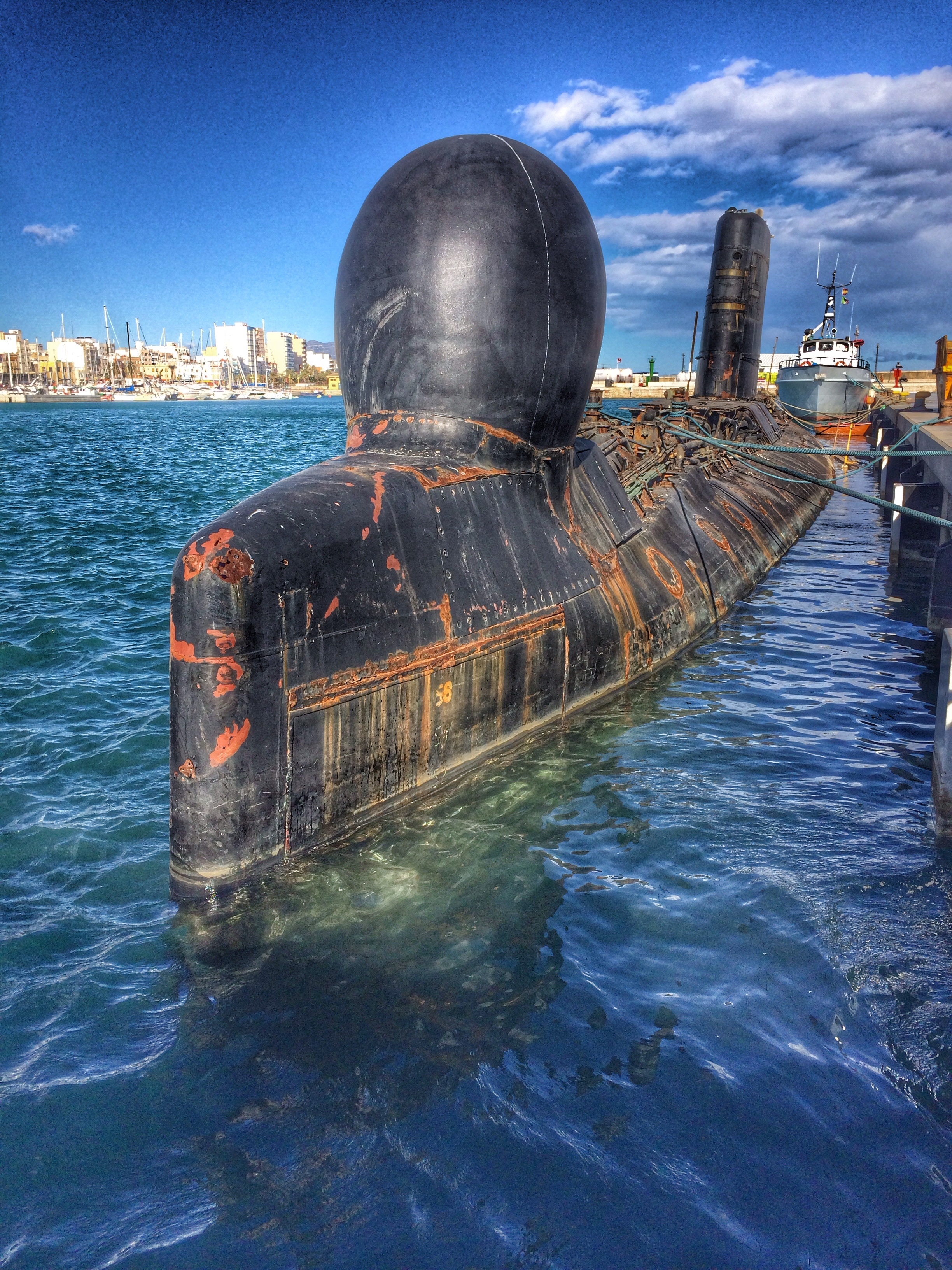
El Submarino Marsopa en el desguace, puerto de Vinaroz, 20 de enero de 2014.

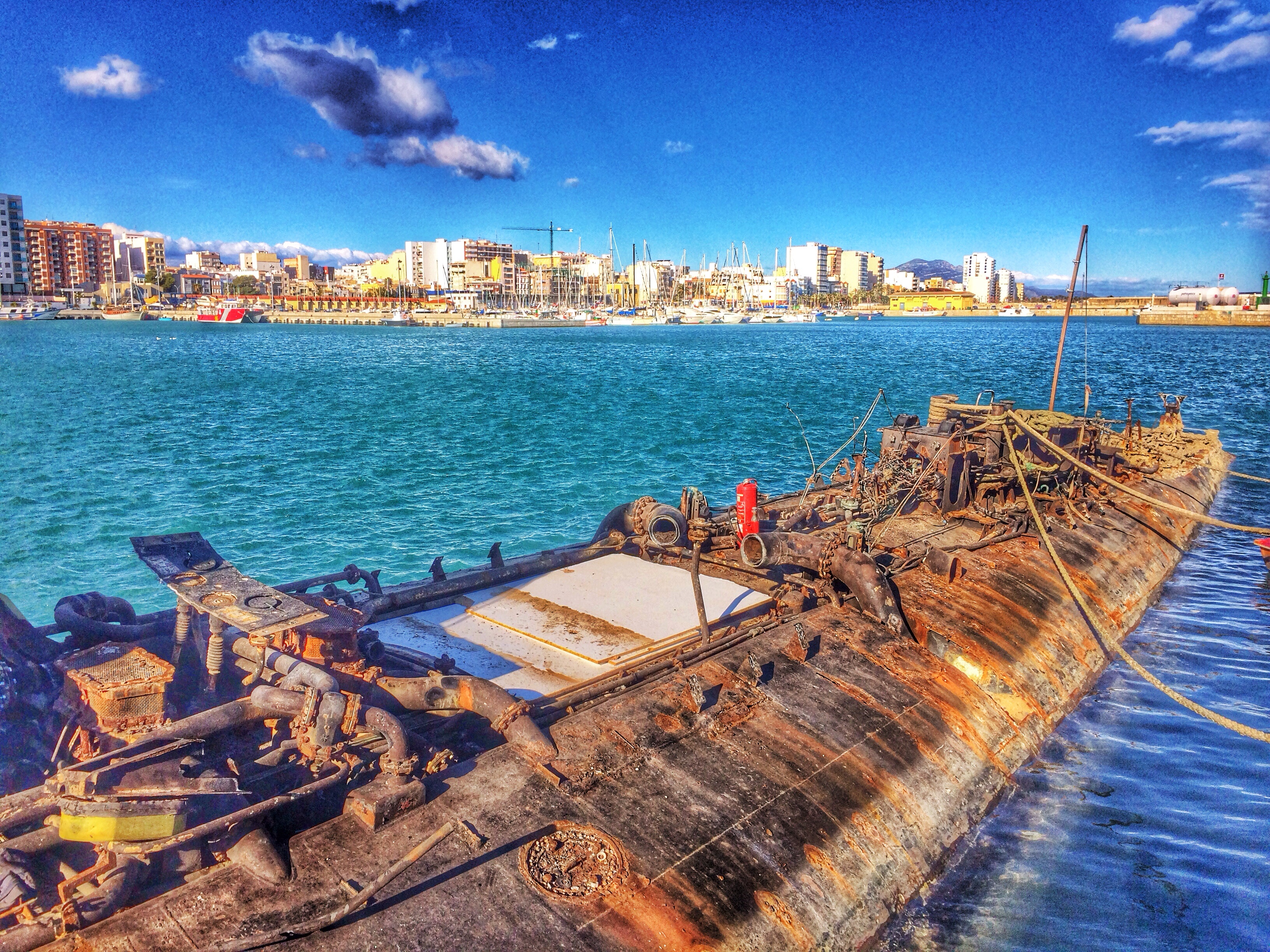
El Marsopa en el puerto de Vinaroz el 20 de enero de 2014.

El programa de defensa de los submarinos clase S-60 fue aprobado por la Junta de Defensa nacional el 17 de noviembre de 1964 con Pedro Nieto Antúnez de ministro de Marina y que comprendía los dos primeros submarinos, luego ampliado a dos más y financiados por ley 85/65 de 17 de noviembre. Con un coste inicial de 700 millones de pesetas los dos primeros, el tercero de la serie subió a 1040 millones de pesetas (1964).
Los nombres y los numerales de las unidades de la serie les fueron asignados por orden ministerial 218/73 de 29 de marzo. Recibieron nombres de animales marinos: Delfín, Tonina, Marsopa y Narval, lo cual tenía un cierto precedente en los fugaces Clase Foca y Clase Tiburón, si bien, salvo excepciones (los citados anteriormente y los Peral, Monturiol, Cosme García, García de los Reyes, Mola y Sanjurjo), los submarinos de la Armada solían identificarse hasta entonces únicamente por sus numerales. 
El Marsopa (S-63) fue dado de alta en el listado oficial de la Armada el 4 de diciembre de 1975.
Estos submarinos fueron sometidos entre 1984 y 1988, durante su primera gran carena, a una modernización que comprendía fundamentalmente el sistema de armas, para poder lanzar torpedos filoguiados y el sistema de dsm (detección submarina). La modernización les dio un aspecto algo diferente a la proa de los submarinos, cambiándoles el domo de proa (apodada jocosamente nariz), donde se ubica el sonar.
El 27 de mayo de 1989, el Rey Juan Carlos I, pasó revista en una parada naval en aguas de Barcelona a la flota. En esta parada naval, participaron entre otros el Dédalo, el Príncipe de Asturias, las fragatas Baleares, Andalucía, Extremadura y Victoria, las corbetas Descubierta, Diana, Vencedora e Infanta Cristina, los submarinos Delfín y Marsopa y otras unidades menores; como representación de otros países, entre otros, acudieron el portaaviones francés Foch, el italiano Giuseppe Garibaldi, el crucero lanzamisiles estadounidense USS Belknap o la fragata portuguesa Comandante Hermenegildo Capelo.
Fueron dados de baja entre 2003 y 2006; en el caso particular del Marsopa (S-63) fue dado oficialmente de baja el 30 de junio de 2006, siendo el último ejemplar de su clase en ser retirado.
Se pensó en exponerlo como buque museo en Cartagena (Murcia) pero la iniciativa no prosperó (actualmente se está estudiando que su "hermano" el Tonina (S-62) pueda acabar en esa localidad de buque museo). En mayo de 2013 es vendido para su desguace por 90.000€, tarea que se inicia meses después.

### Buques de la clase
- Delfín (S-61)
- Tonina (S-62)
- Narval (S-64)

### Buques similares
- Tipo 205
- Clase Oberon
- Clase Romeo
- Tipo 035

### Secuencias de designación
...→Clase Balao→ Clase Delfín → Clase Galerna → Clase Isaac Peral

### Listas relacionadas
- Submarinos de la Armada Española